# Saltvik, Oskarshamns kommun
Saltvik är en tidigare tätort i Oskarshamns kommun i Kalmar län. Vid 2015 års tätortsavgränsning hade bebyggelsen vuxit samman med Oskarshamns tätort.
Saltvik var i slutet av 1800-talet och början av 1900-talet en betydande hemmahamn för fraktskutor. Det fanns också sedan 1830-talet ett litet varv i byn.

## Befolkningsutveckling
| Befolkningsutvecklingen i Saltvik 2000–2010            | Befolkningsutvecklingen i Saltvik 2000–2010 | Befolkningsutvecklingen i Saltvik 2000–2010 | Befolkningsutvecklingen i Saltvik 2000–2010 | Befolkningsutvecklingen i Saltvik 2000–2010 |
| ------------------------------------------------------ | ------------------------------------------- | ------------------------------------------- | ------------------------------------------- | ------------------------------------------- |
|                                                        |                                             |                                             |                                             |                                             |
| År                                                     |                                             |                                             | Folkmängd                                   | Areal (ha)                                  |
| 2000                                                   | 2000                                        |                                             | 205                                         | 21                                          |
| 2005                                                   | 2005                                        |                                             | 285                                         | 25                                          |
| 2010                                                   | 2010                                        |                                             | 352                                         | 26                                          |
| Anm.: Ny tätort 2000. Sammanvuxen med Oskarshamn 2015. |                                             |                                             |                                             |                                             |